# Estadio Ciudad de Lanús - Néstor Díaz Pérez
Estadio Ciudad de Lanús - Néstor Díaz Pérez, mer känd under namnet La Fortaleza (svenska: Fästningen) är en fotbollsarena i Lanús, Argentina. Arenan tar in 47 027 åskådare och invigdes den 24 februari 1929. Den tillhör Club Atlético Lanús, som spelar sina hemmamatcher där, inom första divisionen av argentinsk fotboll (arrangerad av AFA), till Copa Sudamericana och Copa Libertadores, de två senare tävlingarna organiserade av CONMEBOL. Arenan används också som neutral plats för den argentinska cupen. Baserat på sin kapacitet är det den nionde största arenan i landet. 
I september 2010 påbörjade klubben byggandet av ett tak för den lokala läktaren, som sedan har slutförts. Flera andra arbeten slutfördes under 2014, dessa tillägg består av ett nytt omklädningsrum, ett presskonferensrum, en officiell klubbutik, ett konkurrenskraftigt gym, ett café för klubbmedlemmar och en gymnasieskola bakom stadion.
Arenan är uppkallad efter Néstor Díaz Pérez, tidigare president för klubben under vars mandat arenan byggdes.

## Historik

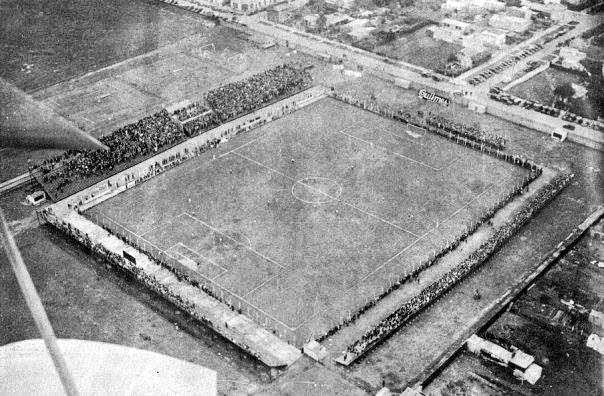
Flygbild av stadion 1938

Club Lanús första stadion låg vid Wield- och Deheza-gatorna, norr om Buenos Aires Great Southern Railway-spåret. Laget flyttades upp till Primera División 1919 och debuterade 1920 mot Sportivo Almagro i den gamla arenan. År 1929 byggde klubben en ny stadion vid gatorna Inocencio Arias (idag Héctor Guidi) och General Acha, 650 meter från den tidigare arenan. Arenan invigdes den 24 februari 1929. Ett år efter utökade klubben kapaciteten på arenan, med nya läktare, till 30 000 åskådare.
I början av 1960-talet byggde klubben den första betongläktaren på stadion, med en sektor för pressen, medan resten av lokalen fortfarande var gjord av trä. År 1993 påbörjade Lanús arbeten för att renovera stadion i syfte att ersätta alla träläktare med betongkonstruktioner och andra förbättringar, men arbetet försenades och de slutfördes inte förrän 2003.
Lanús stadion var värd för dess första internationella klubbmatcher i Copa Libertadores 2008, där Lanús debuterade och besegrade uruguayanska Danubio FC med 3–1. Lanús internationella matcher på sin egen stadion inkluderade också matcher i Copa Sudamericana.